# Mongolotettix anomopterus
Mongolotettix anomopterus är en insektsart som först beskrevs av Andrew Nelson Caudell 1921.  Mongolotettix anomopterus ingår i släktet Mongolotettix och familjen gräshoppor. Inga underarter finns listade i Catalogue of Life.